# Schachnovelle (ópera)
Schachnovelle é uma ópera num acto composta entre 2010 e 2012 por Cristóbal Halffter com libreto em alemão de Wolfgang Haendeler, baseada na novela homónima de Stefan Zweig. A obra, terceira ópera do compositor espanhol, foi da incumbência do Theater Kiel e Ernst von Siemens Musikstiftung, e foi representada pela primeira vez na Opernhaus de Kiel (Alemanha) a 18 de maio de 2013. O compositor dedicou a ópera ao seu filho Pedro.
A obra enquadra-se no conjunto de óperas de Halffter por vezes denominado como Kieler Trilogie (Triloxía de Kiel), juntamente com as duas primeiras óperas do compositor madrileno: Dom Quijote e Lázaro. As três obras de Halffter têm como denominador comum as suas representações na ópera da cidade alemã. Conquanto Dom Quijote estreou-se no Teatro Real de Madrid e foi recuperada para o teatro alemão, Lázaro e Schachnovelle tiveram estreia na Opernhaus Kiel.

## História

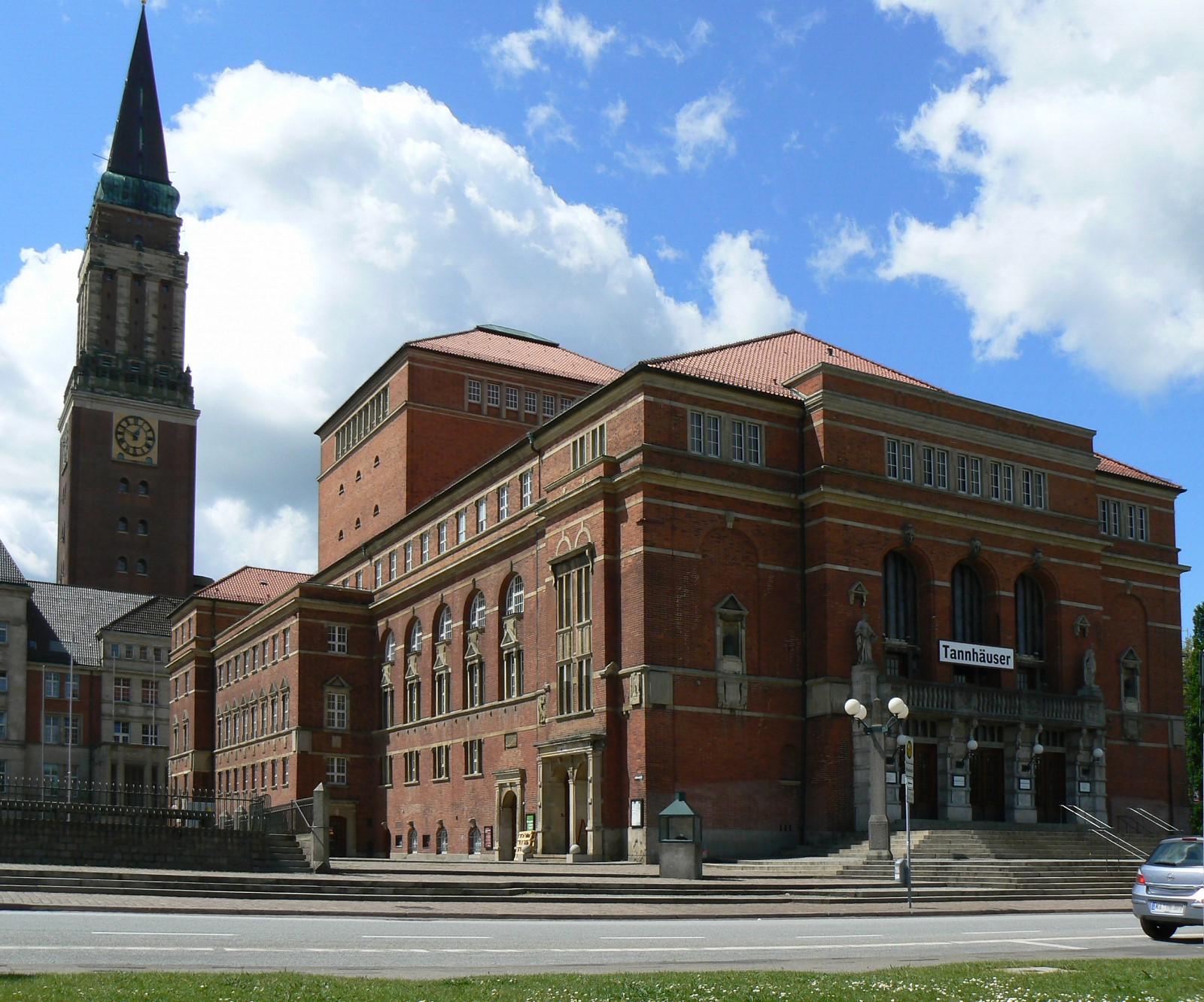
A Opernhaus de Kiel foi o palco que acolheu a estreia da ópera Schachnovelle.

### Antecedentes
Apesar de a carreira como compositor de Cristóbal Halffter ter começado nos anos 1950, o seu debute como compositor operístico não alcançou grandes resultados até ao ano 2000, com o lançamento de Dom Quijote no Teatro Real de Madrid. Esta primeira ópera de Halffter ficou esquecida até que em 2004 foi apresentada na Opernhaus de Kiel (Alemanha), teatro que se converteria no principal escaparate para as suas composições operísticas.
À representação em Kiel de Dom Quijote seguiu-se-lhe em 2008 a estreia da segunda ópera de Halffter, Lázaro. Foi durante as representações de Lázaro quando os directores do teatro da capital de Schleswig-Holstein lhe tomaram a seu cargo uma nova ópera, desta vez em alemão. O compositor lembrava poucos dias antes a estreia de Schachnovelle:

### Composição
A eleição da ópera foi do próprio compositor, que descobriu o romance de Zweig de modo casual durante uma reunião familiar no seu domicílio em Vilafranca do Bierzo. O seu filho, maestro Pedro Halffter, conhecedor de literatura alemã, sugeriu-lhe diferentes opções até que a sua nora Ana falou-lhe do romance de Zweig. Assim lembrava o próprio compositor o processo de eleição da obra:
A composição prolongou-se por um período de dois anos (entre 2010 e 2012) e depois de finalizada dedicou-a ao seu filho e à sua nora.  A 19 de fevereiro de 2012, Cristóbal Halffter deu-a por concluída e enviou-a à editora que viria a imprimir a partitura, a austríaca Universal Edition.

### Estreia
Schachnovelle teve a sua estreia na Opernhaus de Kiel a 18 de maio de 2013, dirigida pelo alemão Georg Fritzsch à frente da Philharmonisches Orchester Kiel, e com o também alemão Daniel Karasek encarregue da direcção da cena. À frente do Philharmonischer Chor Kiel esteve Barbara Kler, enquanto que a responsável pelo vestiário estava Claudia Spielmann.
A estreia foi um grande sucesso, e assistiram entre outros, personalidades destacadas no mundo da música como o compositor e pianista Aribert Reimann ou o também compositor Peter Ruzicka, ambos alemães. No diário Die Welt, Peter Krause define a obra como "genialmente habilidosa”, e afirma que “Nela luta o idealismo contra o materialismo, o valor do espiritual contra o dinheiro, a liberdade contra a ditadura”.

## Personagens
| Personagem                                                                                                 | Tesitura                        | Intérpretes na estréia a 18 de maio de 2013 (Director: Georg Fritzsch) |
| --- | ------------------------------- | ---------------------------------------------------------------------- |
| Dr. Leio Berger                                                                                            | barítono                        | Jörg Sabrowski                                                         |
| Oficial da Gestapo                                                                                         | contratenor                     | Michael Hofmeister                                                     |
| Mirko Czentovic, campeão mundial de xadrez                                                                 | baixo                           | Tomohiro Takada / Marco Vassalli                                       |
| Enfermeira                                                                                                 | soprano                         | Heike Wittlieb                                                         |
| Primeira dama, uma passageira / peça de xadrez                                                             | soprano                         | Anna Petrova                                                           |
| Segunda dama, uma passageira / peça de xadrez                                                              | soprano                         | Susan Gouthro                                                          |
| Terceira dama, uma passageira / peça de xadrez                                                             | alto                            | Juliane Harberg                                                        |
| Agente Koller, um agente / peão / segundo repórter                                                         | tenor                           | Fred Hoffmann                                                          |
| Primeiro homem da Gestapo / Mario Lotto, um passageiro                                                     | tenor                           | Christoph Woo                                                          |
| Primeiro repórter / Ingmar Soderström, um passageiro                                                       | tenor                           | Thomas Scheler                                                         |
| Scott McConner, um passageiro                                                                              | tenor                           | Michael Müller                                                         |
| Pastor | barítono                        | Mikko Järviluoto                                                       |
| Graf Simczik, guarda, capitão, empregado de mesa                                                           | barítono                        | Andreas Winther                                                        |
| Segundo homem da Gestapo / José Burgos, um passageiro                                                      | barítono                        | Ulrich Burdack                                                         |
| Paul Teller, um passageiro / peça de xadrez                                                                | barítono                        | Salomon Zulic dele Quanto                                              |
| Boris (homem da pousada) / peça de xadrez / terceiro repórter                                              | baixo                           | Marek Wojciechowski                                                    |
| Primeiro Kiebitzer (coro de crianças e jovens), um passageiro                                              | soprano                         | Rahel Brede                                                            |
| Segundo Kiebitzer, um passageiro                                                                           | alto                            | Bogna Bernagiewicz                                                     |
| Mirko Czentovic de criança                                                                                 | Willem Klemmer / Clemens Marcic |                                                                        |
| Kron | Papel mudo                      | Extra                                                                  |
| Médicos, fotoxornalistas, jornalistas, jovens de telégrafo, repartidores, e marinheiros com as suas jovens |                                 |                                                                        |

## Características

### Características gerais e musicais
A Schachnovelle de Halffter é uma ópera de grande formato para grandes orquestras, solistas, coro e ballet. Nas aproximadamente duas horas de duração e as oito cenas de que dispõe, passam pelo palco 18 personagens.
Durante o cativeiro de Berger em Viena, o único contacto deste é o carcereiro que lhe leva a comida, e que responde às perguntas de Berger com um estrondoso bater da porta. Este elemento é incorporado por Halffter na partitura como símbolo da violência mental à qual o prisioneiro é submetido. Para o compositor, este estrondo é considerado quase que um tema musical, que acaba por converter-se em protagonista, acrescentando que "interessou-me fazer com que um ruído pudesse organizar-se musicalmente”.
O compositor baseou-se nos recitativos de Mozart para o desenho do canto em Schachnovelle. Tomando a orquestra como base sonora do que se está a passar na cena, os cantores seguem o seu próprio tempo, independentemente do director, em espaços de no máximo quatro compassos, com o intuito de dar à ópera vitalidade e credibilidade, este último caracteriza um aspecto chave em todas as óperas de Halffter.

### Tratamento das vozes e das personagens
Como ocorre com as óperas anteriores do compositor madrileno e com as dos compositores russos, em Schachnovelle os papéis principais são interpretados por vozes graves: o papel de Berger é cantado por um barítono, enquanto que o de Czentovic é interpretado por um baixo. Já o papel do rol negativo (o oficial da Gestapo) corresponde a uma voz masculina aguda, a um contratenor. O compositor explica as causas desta particular associação de personagens com vozes ao citar os versos seguintes de Bertolt Brecht
Para Halffter o esforço que um homem tem que fazer para cantar como um soprano reflecte o esforço que uma pessoa tem que realizar para ser má, e em definitivo esquecer a sua própria dignidade e humanidade.

### Tratamento do texto
O libreto de Schachnovelle é inspirado no romance homónimo e póstumo do escritor austríaco Stefan Zweig. A ópera é uma crítica contra o nazismo e os métodos da Gestapo, como a incomunicação ou o exílio forçado (este último experimentado pelo próprio Zweig). Tudo desenvolve-se mediante uma partida de xadrez jogada por duas personalidades muito diferentes, Czentovi (um prodígio do xadrez de renome mundial) e o Dr. Berger (um refugiado do regime nazista). A inspiração do compositor é de novo o humanismo do seu pensamento, e explora o tema do triunfo sobre o conflito mental e externo por meio da partida de xadrez. Face à sua ópera anterior, Lázaro, que tinha um carácter mais espiritual, Schachnovelle narra uma história. Halffter declarou sobre a sua ópera:
Ao contrário do que ocorre com o romance de Zweig, na qual se apresenta o relato de uma única personagem, a ópera de Halffter transforma a história num diálogo.

## Argumento

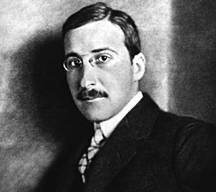
A ópera foi inspirada no romance homónimo de Stefan Zweig.

A ópera de Cristóbal Halffter foi inspirada no romance homónimo de Stefan Zweig, adaptada pelo dramaturgo alemão Wolfgang Haendeler.
A ópera começa com a visão da infância do posteriormente inacessível e arrogante campeão mundial de xadrez Mirko Czentovic. Porém, a imagem parece supérflua no meio do agressivo tempo de guerra.
A segunda cena desenvolve-se em Viena, em que o pequeno Czentovic mostra o seu talento. Ali, o protagonista Dr. Berger, é um advogado austríaco que em 1938 converte-se em vítima dos nazistas e é detido pela Gestapo e confinado numa pequena habitação de hotel embarcado e completamente isolada, tendo como único contacto um carcereiro que lhe leva a comida e responde às suas perguntas com um barulhento estrondo. Berger consegue sobreviver às condições desumanas do seu isolamento mediante o jogo do xadrez através de um livro que encontra num descuido dos seus guardas, ao mesmo tempo que descobre a divisão da sua personalidade jogando partidas contra si mesmo que o acabam levando à loucura: aparecem-se-lhe os fantasmas dos grandes mestres, assim como torres e bispos. Acaba por levá-lo à loucura.
No final da guerra, numa viagem de Nova Iorque para Buenos Aires no barco de vapor “Santa María”, Berger atreveu-se a jogar a sua primeira e última partida contra o campeão do mundo. Nesta partida Berger reencontra-se consigo mesmo e com Viena, e com ele celebram o espírito e os livros de Kraus, Musil, Roth, Schnitzler- e, claro, Stefan Zweig, o renascimento de um novo e possivelmente mundo melhor após a hora zero.

## Instrumentação
A partitura de Halffter consiste de:
| Instrumentação de Schachnovelle |
| Madeiras |
| 4 flautas (III e IV alternando com flautim), 3 oboés, 4 clarinetes (IV alternando com clarinete baixo), 3 fagotes (III alternando com contrafagote), saxofone alto, saxofone tenor. |
| Metais |
| Quatro trompas (em fa), 4 trombetas (em dó), 4 trombones e tuba. |
| Percussão |
| Quatro percusionistas e piano eléctrico. |
| Cordas |
| Primeiros violinos (12-16), Segundos violinos (12-14), violas (10-12), violoncelos (8-10) e contrabaixos (6-8).                                                                     |

## Estrutura
A Schachnovelle de Halffter é escrita num único acto dividido em oito cenas, nela diferenciam-se claramente duas partes separadas por um orquestral intermédio intitulado In tempore belli, e que representa o período da Segunda Guerra Mundial até 1945.
A primeira parte começa na casa de Czentovic numa pequena vila, entretanto, a partir da segunda cena, toda a acção tem lugar em Viena. Nesta parte, mais dramática, desenrola-se o período em cativeiro de Dr. Berger. Logo após o intermédio instrumental, também com um carácter muito dramático, começa a segunda parte, que nas palavras de Halffter "é quase outra ópera". Na segunda parte, que tem início na doca do porto de Nova Iorque, a acção desenrola-se muito rapidamente.